# امی نوتر
آمالی امی نوتر (به آلمانی: Amalie Emmy Noether) (زادهٔ ۲۳ مارس ۱۸۸۲ – درگذشتهٔ ۱۴ آوریل ۱۹۳۵) ریاضیدان بانفوذ آلمانی است که به واسطه سهم ممتازی که در جبر مجرد و فیزیک نظری داشت، شناخته شده‌است.
پاول الکساندروف، آلبرت انیشتین، ژان دیدونه، هرمان وایل، و نوربرت وینر از او به عنوان مهم‌ترین محقق زن در تاریخ ریاضیات یاد کرده‌اند.
تحقیقات و دستاوردهای او تغییراتی بنیادین در نظریهٔ حلقه‌ها، نظریهٔ میدان‌ها و جبر ایجاد کرد. در زمینهٔ مباحث فیزیک نیز، نوتر فرضیه‌ای را ارائه کرد (تئوری نوتر) که توانست ارتباط بنیادین میان تقارن و قانون پایستگی را توضیح دهد.
با همه تأثیرات بنیادین و غیرقابل انکار نوتر، او حتی امروزه نیز چهره ناشناخته‌ای در تاریخ علوم ریاضیات و فیزیک باقی‌مانده‌است. در مارس سال ۲۰۱۵ شرکت گوگل برای تغییر این رویه و ایجاد آگاهی عمومی بیشتر در ارتباط با این چهره تأثیرگذار ریاضیات و فیزیک، روز ۲۳ مارس را به عنوان روز امی نوتر در تقویم مربوط به لوگوی خود اعلام کرد.

## زندگی شخصی و آکادمیک

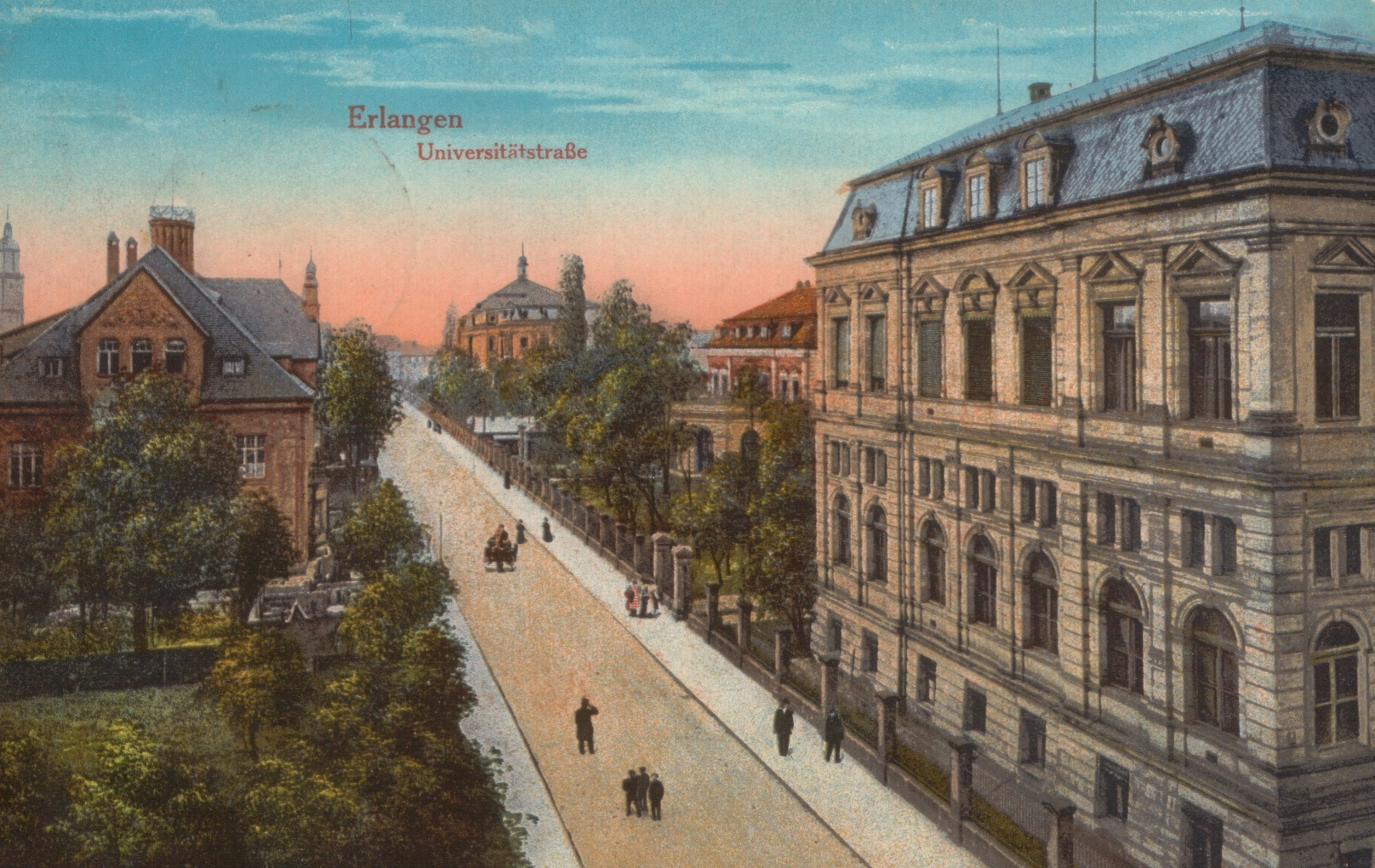
تصویر کارت پستالی ازخیابان دانشگاه در ارلانگن. سال ۱۹۱۶

امی نوتر در خانواده‌ای یهودی در شهر فرانکونیان در ارلانگن آلمان به دنیا آمد. پدرش ماکس نوتر ریاضیدان بود. او در ابتدا تصمیم به گذراندن دوره‌های لازم برای آموزش زبان انگلیسی و فرانسه داشت، اما در نهایت مشغول به تحصیل در رشته ریاضیات در دانشگاه ارلانگن شد، جایی که محل تدریس پدرش نیز بود. او پس از اتمام پایان‌نامه دکترای خود در سال ۱۹۰۷ زیر نظر پل گردان، برای مدت هفت سال بدون دریافت حقوق در مؤسسه ریاضی ارلانگن به کار و تدریس پرداخت (در آن سال‌ها، زنان به صورت گسترده‌ای از مشاغل دانشگاهی کنار گذاشته می‌شدند).
در سال ۱۹۱۵، داوید هیلبرت و فلیکس کلاین، امی نوتر را برای پیوستن به مرکز ریاضیات دانشگاه گوتینگن، که مرکزی شناخته شده در تحقیقات ریاضی در جهان به‌شمار می‌آمد، دعوت کردند. با این حال، به دلیل اعتراض اعضای دانشکده فلسفه این دانشگاه، نوتر ناچار شد برای مدت چهار سال تحت نام همکارش هیلبرت به فعالیت و تدریس در این دانشگاه ادامه دهد. مدرک علمی او سرانجام در سال ۱۹۱۹ پذیرفته شد و به او اجازه دریافت درجه پریواتدوزنت را داد (درجه‌ای در آلمان که به شخص اجازه تدریس در دانشگاه و پذیرفتن دانشجوی دکترا می‌دهد).
نوتر تا سال ۱۹۳۳ از اعضای اصلی و مؤثر گروه ریاضی گوتینگن باقی ماند، در حالی که دانشجویان او را گاهی اوقات «نوتر پسر» می‌نامیدند. در سال ۱۹۲۴، ریاضیدان هلندی بارتل لیندرت وان در واردن به گروه او پیوست و به زودی تبدیل به مفسر و توضیح دهنده اصلی ایده‌های نوتر شد، به طوری که ایده‌های نوتر پایه و اساس جلد دوم کتاب درسی تأثیرگذار او جبر مدرن در سال ۱۹۳۱ را فراهم کرد. زمانی که نوتر سخنرانی عمومی خود را در سال ۱۹۳۲ در کنگره بین‌المللی ریاضیدانان در زوریخ ارائه کرد، هوش و فراست او در زمینه جبر در میان ریاضی‌دان‌های دنیا به رسمیت شناخته شده بود. سال بعد از آن اما به دلیل خلع یهودیان از مشاغل دانشگاهی توسط دولت نازی آلمان نوتر ناچار به نقل مکان به ایالات متحده شد. او پس از این نقل مکان مشغول به کار در کالج برین مایر در پنسیلوانیا شد. نوتر در سال ۱۹۳۵ به دلیل کیست تخمدان تحت عمل جراحی قرار گرفت و با وجود نشانه‌هایی از بهبود، چهار روز بعد از جراحی در سن ۵۳ سالگی درگذشت.

## مطالعات و دستاوردها
مطالعات ریاضی نوتر را به سه «دوره» اصلی می‌توان تقسیم کرد.
در دوره اول (۱۹۰۸ تا ۱۹۱۹)، او تأثیر قابل توجهی بر روی نظریه نامتغیرهای جبری و میدان اعداد گذاشت. کار او بر روی ناورداهای دیفرانسیلی در حسابان «یکی از مهم‌ترین قضایای ریاضی ثابت شده تا کنون در هدایت و پیشبرد فیزیک مدرن» نامیده شده‌است.
در دوره دوم (۱۹۲۰ تا ۱۹۲۶)، او مطالعاتی را شروع کرد که «چهره جدیدی به جبر [انتزاعی] بخشید».
در مقاله کلاسیک خود تحت عنوان (Theory of Ideals in Ring Domains, 1921) نوتر نظریه‌ای را ارائه داد که تبدیل به ابزاری قدرتمند با کاربردهایی بسیار گسترده شد.
در دوره سوم (۱۹۲۷ تا ۱۹۳۵)، او آثار مهمی در جبر جابجایی پذیر و اعداد هایپرکامپلکس منتشر کرد و تئوری گروه‌ها را با تئوری ماژول‌ها و ایدئال‌ها پیوند داد. نوتر ایده‌های خود را سخاوتمندانه با دیگران به اشتراک می‌گذاشت و علاوه بر انتشارات خود، در تحقیقات منتشر شده توسط دیگر ریاضیدانان‌ها، حتی در زمینه‌هایی دور از کار اصلی خود مانند توپولوژی جبری بارها مورد ارجاع قرار گرفته‌است.